# Cinerama

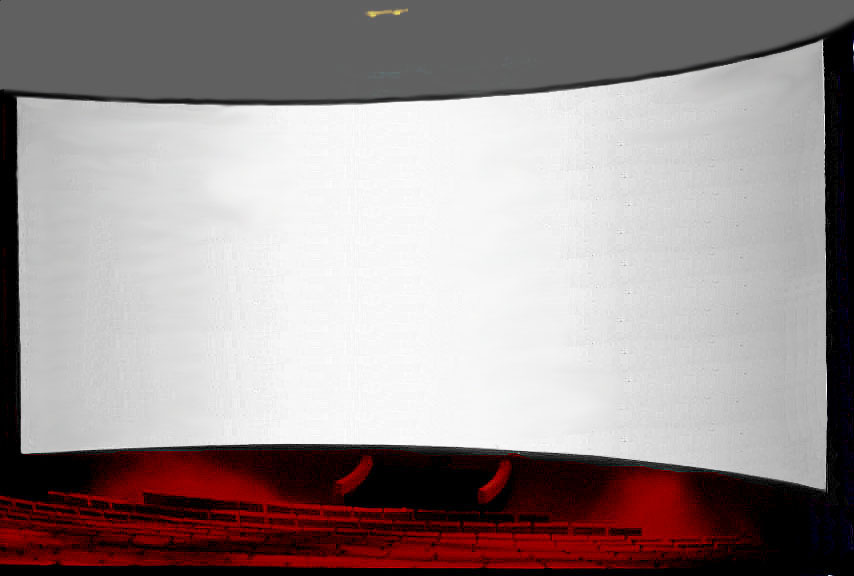
Cinerama-projectiescherm

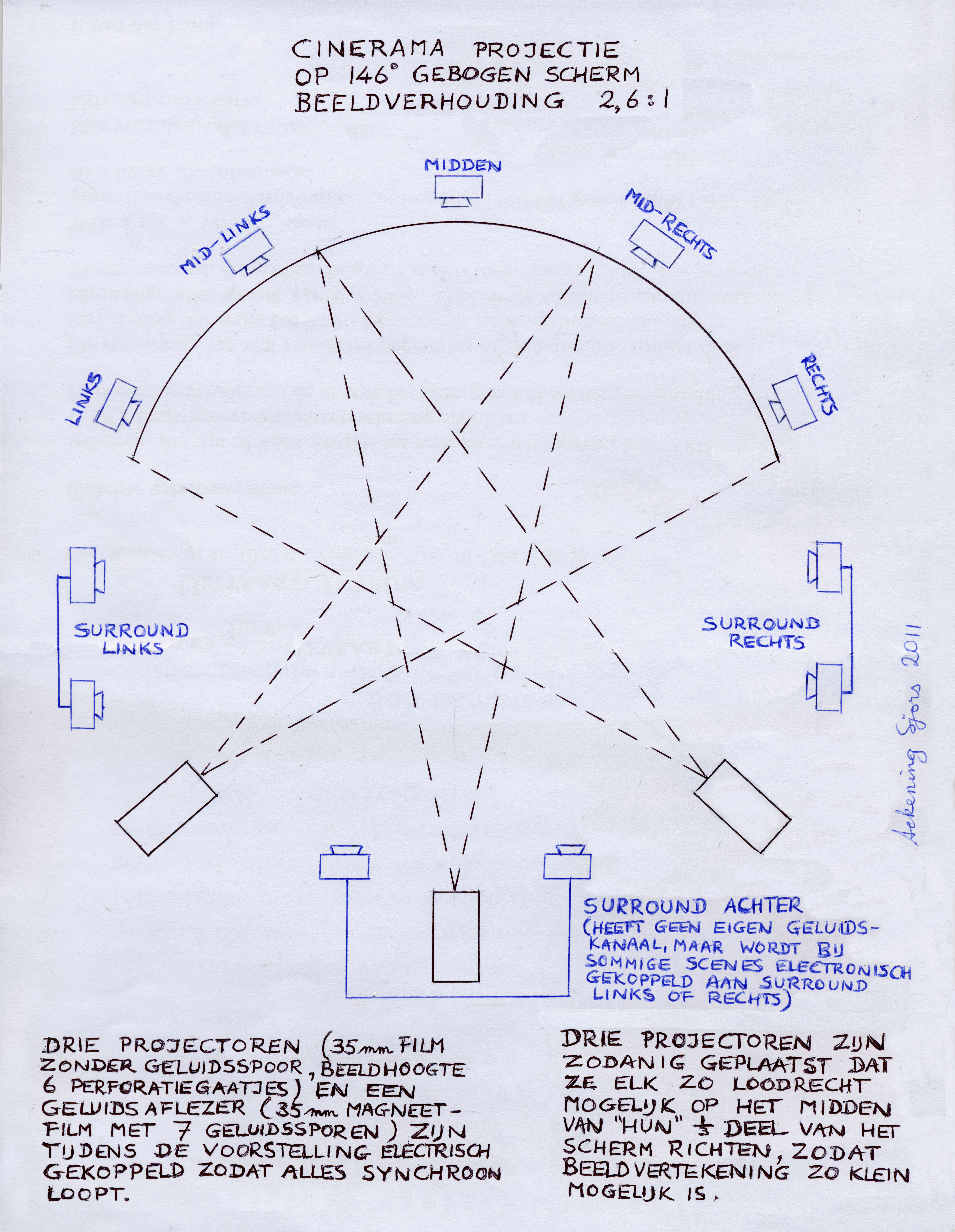
Cinerama-systeemtekening

Cinerama is de merknaam voor een breedbeeldfilmsysteem dat werkt door middel van drie gesynchroniseerde 35mm-projectoren voor een groot, gebogen projectiescherm. Het is eveneens de naam van het bedrijf dat werd opgericht om het systeem op de markt te brengen. Het systeem was een van de eerste pogingen van de filmindustrie om de concurrentie met de televisie aan te gaan.

## Geschiedenis
Cinerama werd ontworpen om de toeschouwer de sensatie te geven de film lijfelijk mee te beleven, door hem te omringen met beeld en geluid. "U zit er midden in", luidde de slogan. Kijkend naar het midden van het kolossale scherm was het gehele gezichtsveld van de toeschouwer gevuld met beeld. Het 7-kanaalsstereogeluid van destijds ongekend hoge kwaliteit verhoogde de suggestie van werkelijkheidsbeleving nog meer.
Cinerama-films werden vertoond zoals theaterstukken, waarbij er gereserveerde stoelen in de bioscoop waren en papieren programma's werden uitgedeeld. Bezoekers kleedden zich vaak in het net voor de voorstelling.
Het Cinerama-concept was oorspronkelijk bedoeld om de toeschouwer in zijn fauteuil een wereldreis te laten maken, en avonturen te laten meemaken die de meesten van hen nooit in werkelijkheid zouden beleven, zeker in de jaren vijftig, toen wereldreizen en vliegvakanties nog verre toekomstmuziek waren. De eerste 7 Cinerama-films waren dan ook geen speelfilms, maar aaneenschakelingen van fascinerende opnamen van exotische oorden, opnamen vanuit een vliegtuig over berglandschappen, vanuit het wagentje in een achtbaan, vanuit een rubberboot over een stroomversnelling in een woest kolkende rivier, of vanuit een gondel in Venetië, maar ook vanuit een logeplaats in de Scala in Milaan tijdens een opvoering van de opera Aida.
Dit oorspronkelijke Cinerama 3-panel, zoals de vakterm luidt, is elf jaar gebruikt, van 1952 tot 1963, en was aanvankelijk zeer succesvol. Zeker de eerste films trokken jarenlang volle zalen. Dat werd minder toen de nieuwigheid er wat af raakte, maar maandenlange prolongaties waren toch gebruikelijk. Er zijn zeven officiële Cinerama 3-panelfilms gemaakt, waarvan de laatste twee speelfilms waren. Achtereenvolgens: This is Cinerama, Cinerama Holiday, Seven Wonders of the World, Search for Paradise, South Seas Adventure en de speelfilms How the West Was Won en The Wonderful World of the Brothers Grimm. Hoewel dit filmsysteem zich moeilijk leent voor speelfilms, was How The West Was Won toch nog behoorlijk succesvol. Er is ook een reclamefilm gemaakt in Cinerama 3-panel, voor het automerk Renault.

## Techniek
Een nadeel van sterk gebogen projectieschermen is de zogenaamde cross-reflectie. Dat is projectielicht dat van de ene zijde van het scherm gedeeltelijk naar de andere zijde wordt gereflecteerd, waardoor daar het contrast vermindert. Een Cinerama-projectiescherm werd daarom, anders dan het egale oppervlak van normale schermen, gemaakt van honderden, naast elkaar, tussen boven- en onderzijde van het schermframe gespannen, en elkaar overlappende strips ("louvres") van standaard geperforeerd schermmateriaal, die elk ongeveer 20,5 mm breed zijn. Deze strips werden ieder in een zodanige hoek gespannen, dat zij het projectielicht meer in de richting van het publiek reflecteerden, dan naar de tegenoverliggende zijde van het scherm. (De stand van elk louvre werd bepaald doordat het denkbeeldige vlak van een louvre door het midden van het scherm gaat.)
Door de drie projectoren zo nauwkeurig mogelijk te richten, probeerde men de twee beeldscheidingen zo onopvallend mogelijk te maken. Bij het maken van de opnamen zorgde de cameraman dat de scheidingen zo mogelijk verdoezeld werden door bijvoorbeeld een schaduwpartij, een boom of een hoek van de kamer. Enigszins zichtbaar bleven de scheidingen wel, maar door het overweldigend grote beeld, en door gewenning, werd het nauwelijks als storend ervaren.
Het geluid werd verzorgd door een zevenkanaals surroundsysteem: 5 kanalen verdeeld over de breedte van het scherm, en 2 surroundkanalen links en rechts in de zaal. Er was nog een achtste surroundgroep aan de achterzijde van de zaal, maar zonder eigen geluidskanaal. Deze luidsprekers achter in de zaal konden zo nodig, afhankelijk van de scène, automatisch gekoppeld worden met het linkerwandkanaal of het rechterwandkanaal.

## Nadelen
Cinerama 3-panel had aanzienlijke nadelen. Allereerst was het alleen bruikbaar in zeer grote, dus kostbare filmzalen, die vanwege de zaalbouw nauwelijks geschikt waren voor normale bioscoopfilms. Bovendien waren de Cinerama-bioscopen voor hun films afhankelijk van slechts één leverancier, en die was niet in staat om voortdurend voldoende nieuwe films te leveren. De opnamen met de loodzware en omvangrijke Cinerama-camera waren gecompliceerd, en de exploitatie van Cinerama-theaters was extreem gecompliceerd en kostbaar. Voor een filmvoorstelling in een normale bioscoop waren destijds gelijktijdig twee filmoperateurs aan het werk, maar een Cinerama-voorstelling vereiste gelijktijdig maar liefst vijf operateurs. Bovendien waren er in de hoogtijdagen maar heel weinig Cinerama-theaters, alleen in enkele grote wereldsteden. En Cinerama-films konden alleen daar maar vertoond worden en opbrengst opleveren. Met stijgende loonkosten, geleidelijk dalende bezoekersaantallen, en gebrek aan geschikte films, werd Cinerama 3-panel in begin jaren zestig te ingewikkeld en te duur in het gebruik.

## Super-Cinerama
In 1963 ging Cinerama daarom over naar een surrogaat, ietwat bombastisch Super-Cinerama genaamd, dat slechts een enkelvoudige 70mm-camera, en een 70mm-projector nodig had, met het destijds inmiddels bestaande 70mm-systeem voor grote projectieschermen. Het bestaande, sterk gebogen en enorm grote Cinerama-louvre-scherm bleef daarbij in gebruik. Bijkomend voordeel van Super-Cinerama was de afwezigheid van de twee beeldscheidingen van 3-paneels Cinerama. Omdat 70mm-projectie oorspronkelijk gemaakt is voor slechts licht-gebogen projectieschermen, en uiterst links en uiterst rechts op een sterk gebogen Cinerama-scherm beeldvertekening zou optreden, werden de eerste vijf Super-Cinerama-films uitgebracht op speciale optisch gecorrigeerde 70mm-filmkopieën.
In het Super-Cinerama-gecorrigeerde projectiesysteem zijn vijf films opgenomen: It's a Mad, Mad, Mad, Mad World, The Greatest Story Ever Told, The Hallelujah Trail, Khartoum en Battle of the Bulge.
Op Cinerama-schermen voldeed dit gecorrigeerde Cinerama-projectiesysteem betrekkelijk goed. Het grote nadeel was echter, dat zulke gecorrigeerde films ongeschikt waren voor normale 70mm-bioscopen. Daar zag het publiek op het licht-gebogen scherm een gecorrigeerd beeld dat aan de linker en rechter beeldranden storende samengedrukte beeldvertekening vertoonde. Met goed fatsoen konden Super-Cinerama-films dus alleen in de betrekkelijk weinige Cinerama-theaters vertoond worden, en niet in de grotere aantallen normale 70mm-bioscopen. Al gebeurde dat laatste natuurlijk toch, door de vertekende beeldranden links en rechts weg te laten (wat ook gedaan wordt als een breedbeeldfilm op het oude 3-bij-4-tv-scherm wordt vertoond.)
Door deze omstandigheid gedwongen, besloot de Cinerama-maatschappij daarom na enkele jaren om alle volgende Cinerama-films op ongecorrigeerde normale 70mm-filmkopieën uit te brengen. De beeldvertekening in Cinerama-theaters werd noodgedwongen voor lief genomen, maar deze films konden wel voortaan probleemloos in alle 70mm-bioscopen vertoond worden. Cinerama-films die aldus zijn geproduceerd zijn: Circus World, 2001: A Space Odyssey, Grand Prix, Ice Station Zebra, Custer of the West en Krakatoa, East of Java. Oorspronkelijk voor Cinerama bedoelde 70mm-films als MacKenna's Gold, Song of Norway en The Last Valley werden zelfs zonder het Cinerama-label uitgebracht. De Cinerama-maatschappij ging in arren moede nog enkele jaren door met het produceren van gewone 35mm-films.
Begin jaren zeventig deden de twee Nederlandse Cinerama-theaters nog een poging tot herleving van het oorspronkelijke 3-paneels Cinerama. In Cinerama Rotterdam werd de enkele jaren eerder vernietigde 3-paneels projectie-installatie vervangen door een nieuwere installatie, en wederom gestart met This is Cinerama. Bij succes zou ook in Bellevue Cinerama Amsterdam, dat nooit 3-paneels Cinerama had gehad, alsnog zo'n installatie worden opgebouwd. Maar succes bleef uit, en de plannen werden geschrapt.

## Namaaksystemen
Er was kortstondig een iets afwijkend namaak-Cinerama-3-paneels-systeem, Cinemiracle, dat met enige aanpassingen ook in een Cinerama-3-panel-theater vertoond kon worden. In Cinemiracle is slechts een film gemaakt: Windjammer, waarin een zeereis met het Noorse opleidingszeilschip Christian Radich is gefilmd.
Daarnaast was er een Russisch namaak-Cinerama-3-panel: Kinopanorama. Een Kinopanoramafilm is destijds ook in westerse Cinerama-theaters vertoond onder de titel Cinerama's Russian Adventure. In Parijs was jarenlang een Kinopanoramatheater dat ook geschikt was voor Cinerama, 70mm-film en andere bioscoopfilmsystemen.

## Tegenwoordig
De bioscoop Cinerama in Rotterdam is alleen nog in naam Cinerama. Het grote scherm (23 × 9 meter) en de 3-paneels installatie zijn weggehaald, en in de grote zaal annex balkon is tegenwoordig een multiplex ingebouwd. Bellevue Cinerama Amsterdam verving in 1978 zijn oorspronkelijke (17 × 7 meter) Cinerama-scherm met een kleiner (15 meter breed) en minder gebogen 70mm-projectiescherm. Eind 2005 werd het theater gesloten; het is inmiddels, met bioscoop Calypso en het Nieuwe De La Mar Theater, gesloopt en vervangen door Joop van den Endes theater DeLaMar.
Er zijn voor zover bekend nog twee Cinerama 3-paneltheaters in bedrijf: Cinerama in Seattle (Verenigde Staten) en Pictureville Cinema, onderdeel van het National Science and Media Museum in Bradford in het Verenigd Koninkrijk.

## Voetnoten
1. ↑  Film behoort zo veel mogelijk loodrecht op het scherm geprojecteerd te worden, om vertekening te voorkomen. Op het middendeel van een Cinerama-scherm is dat, bij juiste plaatsing van de projector, geen probleem. Maar bij Super-Cinerama, waarbij het gehele beeld uit een enkele projector komt, bereikt het beeld de randen, links en rechts, onder een kleinere hoek dan 90 graden. En hoe verder naar de rand, hoe kleiner, "schever", die hoek. Een scheve projectiehoek geeft een in de breedte uitgerekt beeld. Gevolg is dus een naar de beeldranden toe geleidelijk steeds verder in de breedte uitgerekt beeld. Stel, de camera filmt een cirkel, die zich van uiterst links via het midden naar uiterst rechts over het beeld beweegt. Op het scherm zie je dan vanaf de zitplaats in de zaal, eerst uiterst links een brede ellips, die wordt geleidelijk naar rechts bewegend, op midden beeld een cirkel, en daarna naar de uiterste rechter beeldrand weer een brede ellips. Om deze vertekening te voorkomen was op de Super-Cinerama-film het beeld optisch gecorrigeerd met een exact tegengestelde vertekening. Op het midden van het 70mm-filmbeeldje is dan een cirkel te zien, maar naar de beeldranden wordt die cirkel geleidelijk een in de breedte afgeplatte ellips. Beide vertekeningen (vertekening tijdens projectie, en contra-vertekening op de filmband) heffen elkaar min of meer op, en het publiek ziet over de hele breedte van het scherm een cirkel, zoals bij het filmen is opgenomen. Nadeel voor het geluid van Super-Cinerama was ook dat dit, zoals alle 70mm-films, met slechts één surroundkanaal werkt, tegenover de twee surroundkanalen (+1) van 3-paneels Cinerama.